# 朴正煕暗殺事件
朴正煕暗殺事件（パク・チョンヒあんさつじけん、ぼく・せいきあんさつじけん）は、1979年10月26日に大韓民国のソウル特別市で、朴正煕大統領と車智澈大統領府警護室長が金載圭大韓民国中央情報部部長によって殺害された事件である。韓国では起きた日付から「10・26事件」、また発生した場所から「宮井洞事件」とも呼ばれている。

## 事件の経過

### 計画
大韓民国中央情報部（KCIA）部長・金載圭は朴大統領の古い友人で、5・16軍事クーデターに参加はしなかったものの、朴大統領との良好な関係を保ちつつ軍の要職を歴任し、予備役入りして政治家に転じた後も要職を務めた後、KCIA部長に就任して腹心の一人となった。しかし、KCIA部長に就任後は数々の反体制派弾圧政策に携わる一方で民主化について度々言及し、朴大統領に「学生運動の弾圧が生ぬるい」としてしばしば叱責されるなどその関係が悪化していた。
また、これと並行して金は車智澈大統領府警護室長との勢力争いを繰り広げていた。車は傲慢な振る舞いで政権の内外で恐れられた一方、朴大統領の信任厚い腹心の一人でもあり、金とはライバル関係にあった。車は金との関係は良くなく、金が朴大統領に報告を上げる際にそれを妨害したり、ある時は先んじて同じ報告をしたり、ある時は報告中に意見を差し挟んだりした。金に自分から連絡する際には、車は職員に電話をかけさせて金が電話口に出るのを待ってから電話に出るなどの非礼な振る舞いをしていたという。
加えて車は金との闘争の一環で私設情報隊を運営するなどKCIAの職責を侵害する振る舞いを見せた上、金が率いるKCIAが行っていた野党新民党の金泳三の総裁就任に対する阻止工作を警護室長としての立場を利用して妨害し、金は工作に失敗した上に車にその責任を負わされてしまった。更に釜馬民主抗争への対応においては穏健策ではなく車が提唱した強硬策が朴大統領に採用され、これらの動きの結果、金は朴大統領の後継者争いから脱落したと見做されるようになった。このため、一説では金が両人に恨みを持ち、殺害を計画するようになったとも言われている。

### 射殺
10月26日夜、ソウル特別市鍾路区宮井洞（クンジョンドン）にあるKCIA所有の秘密宴会場で、歌手やモデルなどの部外者も出席の上で、大統領を迎えた晩餐が行われた。
この席上、朴大統領が金に対して、反政府学生らが釜山のアメリカ文化館を占拠した事件（釜馬民主抗争）について責任を追及すると、車室長も追従して、KCIAの無能振りを叱責した。叱責は長時間に及んだが、歌手らが晩餐会場に入って場の雰囲気が和やかになると、金は中座して直属部下の朴興柱（KCIA部長随行秘書官）と朴善浩（同儀典課長）を呼び、銃声が聞こえたら控え室の大統領府警護員（車の部下）を射殺するよう指示した。
ほどなくして金は晩餐会場に戻り、再び政治の話が始まったが、KCIAの失態に話が及ぶに至り、19時41分、金は「閣下、こんな虫けらのような奴を連れて、政治がちゃんとできますか？」と叫び、まず車に対し会場に持ち込んだワルサーPPKを1発発砲して右腕を負傷させ、続けて朴の胸を撃って昏倒させた。しかし、金の拳銃が故障し、また銃声を電気のショートと勘違いした職員によってブレーカーが落とされたため、室内の電気が消えた。金は晩餐会場を一度出て、警護員らを射殺した朴善浩からリボルバーを借りると再び会場に戻り、まず棚を盾にしようとした車の腹部に1発銃撃して致命傷を与え、そして朴の側頭部にとどめとして1発銃撃した。このとき晩餐会場には、他に大統領府秘書室長の金桂元やホステス2名（歌手の沈守峰と女子大生兼モデルの申才順）も同席していたが、難を逃れた。
なお、この日の宮井洞には、金の招待によって陸軍参謀総長の鄭昇和大将が大統領一行とは別に訪れていた。しかし、大統領の接待をしなくてはならなかった金は、部下である第二次長補の金正燮に、宴会場とは別の部屋で鄭の相手をさせていた。
間もなく金は、自分が射殺犯であることを隠して鄭のもとを訪れ、鄭や朴興柱らを伴って現場を離れたが、自らの牙城である南山のKCIA庁舎ではなく陸軍本部に向かい、鄭昇和陸軍参謀総長に戒厳令の布告を迫った。しかし、軍上層部にそれほどのパイプもない金の説得は無為に終わる。その後、金桂元秘書室長の証言によって金の犯行が明らかになると、緊急国務会議で逮捕令が出され、27日0時40分に大統領殺害犯として国軍保安司令部により逮捕された。その直後に済州道を除く全国に非常戒厳令が敷かれ、鄭参謀総長が戒厳司令官に就任した。

### 捜査
捜査は戒厳司令部合同捜査本部長に就任した国軍保安司令官の全斗煥陸軍少将によって進められ、金とその部下らにはのちに軍事法廷で死刑が宣告された。朴正煕の死によって大統領権限代行となった崔圭夏国務総理は、事件の一報を耳にしたとき、「金日成がこの事を知ったらどうなることか」と涙ながらに語ったという。
朴正煕の訃報は、北朝鮮との対峙を続けている韓国では防衛上の見地からすぐには報じられず、その結果アメリカでの報道が先行したため、アメリカに友人・知人がいる韓国人は、いち早く大統領の死を知ることとなった。

## 事件の影響
この事件により、朴政権の3大中枢機関のうち、KCIAはトップが大統領殺害犯となったことから、また警護室は室長が殺害されたことからそれぞれ影響力を失い、残った国軍保安司令部の司令官で戒厳司令部合同捜査本部長に任命された全斗煥と、参謀総長兼戒厳司令官の鄭昇和が実権を掌握した。
朴正煕の後任となる第10代大統領には、大統領権限代行となった崔圭夏が統一主体国民会議での選挙によって選出され、12月6日に就任した。崔圭夏は大統領権限代行を務めていた時より、早期の憲法改正及び大統領直接選挙による民主化を国民に約束しており、実際に大統領緊急措置の一部解除やそれによる政治犯釈放、金大中の自宅軟禁解除などを実施し、これにより「ソウルの春」と呼ばれる民主化ムードが到来することとなる。
しかし合同捜査本部長としての権限を活用し、政権の実力者としてその権勢を徐々に増していく全斗煥を、あくまでも軍の中立性を保とうとする鄭昇和は快く思わず、加えて全斗煥を中心とする軍内秘密結社「ハナフェ」が軍内の主要役職を独占していることを問題視して解体しようとしたことで、全斗煥と対立していくこととなる。こうした状況に対し、全斗煥らハナフェのメンバーは先手を打つことを決めた。
12月12日夜、全斗煥やその同期である盧泰愚などのハナフェ・メンバーは首都警備司令部第30警備団司令部に集結して軍事反乱を開始し、鄭昇和は事件当時現場に居ながら事実確認をしなかったことが弱みとなって大統領殺害の共犯容疑をかけられ、合同捜査本部に逮捕されてしまう（粛軍クーデター）。軍部に疎く非常事態の収拾能力を持たなかった崔圭夏はこの動きを黙認せざるを得ず、翌1980年にかけて全斗煥らハナフェを中心とした「新軍部」になし崩し的に実権を奪われ、第四共和国体制の終焉、第五共和国体制の成立へと繋がっていった。

## 事件関係者

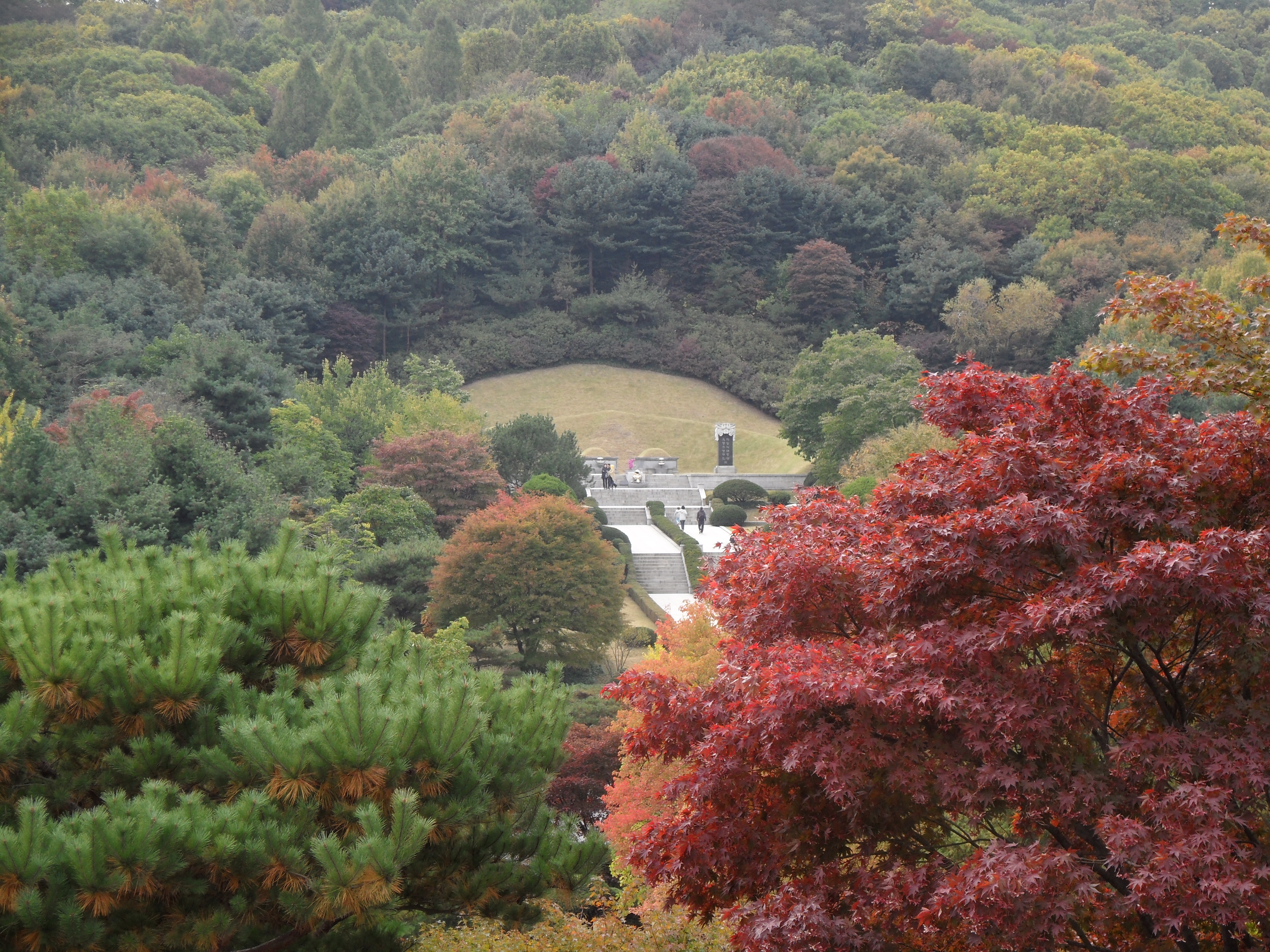
朴正煕と陸英修の墓

### 宴席の出席者
- 朴正煕 - 大韓民国大統領。
- 車智澈 - 大統領府警護室長。
- 金載圭 - 韓国中央情報部長。大統領と警護室長を射殺。のちに絞首刑。
- 金桂元 - 大統領府秘書室長。事件目撃者。共犯容疑で逮捕。
- 申才順 - 大学生、モデル。事件目撃者。
- 沈守峰 - 歌手。事件目撃者。

### 被害者
- 朴正煕…大統領。金載圭によって頭部、胸部に被弾、死亡。
- 車智澈…警護室長。金載圭によって射殺。
- 鄭仁炯…警護室警護処長。朴善浩によって射殺。
- 安載松…警護室警護副処長。朴善浩によって射殺。
- 金容太…警護室特殊車両運行係長。死亡。
- 金鏞燮…警護室警護員。死亡。
- 朴相範…警護室随行係長。重傷。
- 李ジョンオ…中央情報部宮井洞安家料理士。重傷。
- 金勇南…中央情報部宮井洞安家運転士。重傷。

### 犯人
30名を越える大弁護団が結成され、ロサンゼルスや国内の大学で助命運動が起こった。処刑後は、当局により墓碑の建立も禁じられた。
- 金載圭…韓国中央情報部長。主犯。1980年5月24日絞首刑。
- 朴善浩…中央情報部儀典課長。共犯。1980年5月24日絞首刑。
- 朴興柱…中央情報部部長随行秘書官。陸軍大領（大佐）。共犯。1980年3月6日銃殺刑。現役軍人だった朴興柱のみは他の共犯者よりも早く刑が確定し、執行されている。
- 李基柱…中央情報部宮井洞安家警備班長。共犯。1980年5月24日絞首刑。
- 柳成玉…中央情報部儀典課長車運転士。共犯。1980年5月24日絞首刑。
- 金泰元…中央情報部宮井洞安家警備員。共犯。1980年5月24日絞首刑。
- 劉錫述…中央情報部宮井洞安家警備員。共犯。懲役3年。
- 徐永俊…中央情報部宮井洞安家警備員。共犯。不起訴。

### 共犯容疑をかけられた人物
- 金桂元…大統領府秘書室長。終身刑を宣告されたが、1982年に刑執行停止で釈放、1988年2月に特別赦免・復権で刑執行が免除されて公民権を回復した。
- 鄭昇和…大韓民国陸軍参謀総長。陸軍大将。事件後戒厳司令官を兼任するが、全斗煥らハナフェメンバーによる粛軍クーデターにより共犯容疑をかけられ逮捕。1980年に軍法会議にかけられて懲役10年を宣告された他、大将から二等兵に降格させられた上で予備役編入させられるが、執行猶予で釈放された。その後名誉回復がなされ、階級も二等兵から大将に戻されている。
- 金正燮…韓国中央情報部第二次長補。

## 殺害動機
金載圭が朴大統領の殺害に至る動機についてははっきりしない部分もある。金本人は裁判において「民主主義回復のための革命」である旨の動機を述べており、同じく殺害された車室長については「率直に言うと、ついでにやっただけで...」と述べていた。一方で、国軍による事件調査報告では、対立関係にあった車室長に対する不満、職務を満足に遂行できていない事への大統領からの叱責などにより、自らの地位が脅かされることを恐れた末の、個人的な恨みによる犯行とした。
後に、崔太敏（崔順実の父親）への疑惑についての報告を朴正熙大統領が聞き入れなかったことが、殺害原因の一つであるとする説も出てきている。
当時、韓国政府は極秘裏に核兵器開発計画を進めており、アメリカ政府の怒りを買っていた（当時のカーター政権と朴政権との関係は様々な問題で最悪の状況だったと、後に金桂元は雑誌のインタビューで証言している）。このため、暗殺にアメリカ中央情報局（CIA）が関与したとする見方があるが、真相は明らかではない。いずれにしても、朴正煕大統領の暗殺によって韓国の核兵器開発計画は挫折した。

## 関連作品
ストーリーに朴正煕暗殺事件を取り入れた作品として、映画『民族と運命』や『ユゴ 大統領有故』『大統領の理髪師』『1979世界大血案（日本未公開）』、ドラマ『第4共和国』『第5共和国』がある。また、粛軍クーデターを描いた『ソウルの春』は、朴正煕暗殺事件直後、大韓民国陸軍陸軍本部に将官達が緊急招集され、国務総理から朴正煕の死を告げられる場面から始まる。
他に小説・漫画『気分はもう戦争』（矢作俊彦、漫画：大友克洋）にも朴正煕の暗殺シーンのコマがある。『ジェネシスを追え』で知られるスティーヴ・シャガンの小説『円環 ザ・サークル』は、米国情報機関の関与を絡めたスリラーだった。
2020年には、金忠植によるノンフィクション「実録KCIA『南山と呼ばれた男たち』」を原作に、イ・ビョンホン主演による映画『KCIA 南山の部長たち』が韓国で公開された（ただし、内容については事実を基にしたフィクションとしている）。